# Christian Telch
Christian Telch (* 9. Januar 1988 in Mainz) ist ein deutscher Fußballspieler und Trainer.

## Karriere
Christian Telch begann das Fußballspielen im  rheinhessischen Armsheim und spielte ab dem elften Lebensjahr beim 1. FSV Mainz 05. Dort durchlief er die ganze Jugend, spielte mit 16 Jahren schon fest bei den A-Junioren und war ab 2005 auch deren Kapitän. Vom DFB wurde er gesichtet, ohne den Sprung in ein Juniorennationalteam zu schaffen. In den Regionalauswahlen im Südwesten war er jedoch eine feste Größe und gewann unter anderem 2008 den U-21-Länderpokal. In der Saison 2006/07 durfte Telch erstmals auch in der zweiten Mannschaft in der Oberliga Südwest spielen. Ab 2007 gehörte er fest der U-23 von Mainz 05 an und spielte dort drei Jahre in der vierthöchsten Spielklasse. In der Profimannschaft, die in der 2. und ab 2009 in der 1. Bundesliga spielte, kam er jedoch nicht zum Einsatz, obwohl er an Trainingslagern und Freundschaftsspielen teilnahm. Mit 22 Jahren wechselte er zum Drittligisten Kickers Offenbach. In seiner Debütsaison im Profifußball 2010/11 stand er in den ersten neun Spielen in der Startaufstellung, danach kam er aber nur noch insgesamt siebenmal zum Einsatz. In der Saison darauf war der Abwehrspieler erneut zuerst in der ersten Elf. Nach einem Fehlstart mit drei Niederlagen in den ersten vier Partien saß er erneut auf der Ersatzbank. Im Juli 2012 wechselte Telch zu Rot-Weiss Essen in die Regionalliga West. Ab der Saison 2015/16 spielte er bei Eintracht Trier in der Regionalliga Südwest. Dort erzielte er am 6. Oktober 2015  im Auswärtsspiel gegen den KSV Hessen Kassel das Tor des Monats. Von 2017 bis 2020 war Telch für den FC 08 Homburg aktiv und stieg mit ihm 2018 in die Regionalliga Südwest auf. Im Januar 2021 verpflichtete der sechstklassige Verein VfR Mannheim den Abwehrspieler. Doch ohne dort ein Spiel absolviert zu haben wechselte Telch im Sommer weiter zum Oberligisten SV Gonsenheim. Dort erzielte er einen Treffer in zehn Ligapartien und wechselte anschließend im Sommer 2022 zum SV Gimbsheim in die rheinhessische Landesliga Ost. Nach nur einer Spielzeit ging er weiter zur Reservemannschaft von Wormatia Worms und ist dort als spielernder Co-Trainer tätig.

## Erfolge
- Qualifikation für die Regionalliga West 2008 mit dem FSV Mainz 05 II
- Aufstieg in die A-Jugend-Bundesliga mit dem FSV Mainz 05
- Juniorenpokalsieger mit der U-19 des FSV Mainz 05
- Rheinlandpokalsieger 2016 mit Eintracht Trier

## Auszeichnungen
- Torschütze des Monats Oktober 2015[10]